# Paolo Scheidler
Paolo Scheidler (Milano, 26 febbraio 1891 – Milano, 3 gennaio 1977) è stato un calciatore italiano, di ruolo centrocampista.

## Carriera

### Giocatore
Nella stagione 1909-10 giocava nelle file del Firenze FC in seconda categoria. Arrivò all'Inter nella stagione 1911-1912, proveniente dal Libertas F.C.. Giocò nella squadra nerazzurra fino al 1914-1915 per poi ritornarci nel 1919-1920. Si ritirò dal calcio giocato al termine della stagione 1922-1923. Con l'Inter vinse uno scudetto nella stagione 1919-1920. Nel 1912, militare a Roma, giocò nelle file della Lazio in qualche gara amichevole.

### Allenatore
Dopo essere stato giocatore dell'Inter, Scheidler rivestì il ruolo di allenatore della squadra nerazzurra per due stagioni, dal 1924 al 1926.

## Palmarès
Campionato italiano: 1 
Inter: 1919-1920